# Атдаев, Батыр Таганович
Батыр Таганович Атдаев (туркм. Batyr Atdaýew) — туркменский государственный деятель. Генеральный прокурор Туркменистана.

## Биография
Родился в 1973 году в дайханском объединении им. Атабаева Ахалского велаята.
Образование высшее. В 1995 году окончил Туркменский государственный университет им. Махтумкули. По специальности — юрист.
После завершения службы в армии в 1997 году начал трудовую деятельность в качестве помощника военного прокурора воинской части в городе Мары. Затем с 1999 по 2000 год работал в Генеральной прокуратуре Туркменистана прокурором, старшим прокурором управления по надзору за исполнением законов в воинских частях и соединениях.
2000—2001 — исполняющий обязанности начальника отдела по надзору за исполнением законов в воинских частях и соединениях прокуратуры г. Ашхабада.
2001—2005 — заместитель начальника управления по надзору за исполнением законов и законностью правовых актов, начальником отдела по надзору за исполнением законов по правам и свободам граждан, начальником сектора в отделе по надзору за исполнением законов в воинских частях и соединениях Генеральной прокуратуры Туркменистана.
2005—2006 — начальник отдела, заместитель начальника Военного управления Генеральной прокуратуры Туркменистана.
2006—2007 — исполняющий обязанности военного прокурора Ахалского велаята.
С сентября 2007 года — заместитель Генерального прокурора Туркменистана по подбору и расстановке кадров.
08.04.2011 — 05.02.2016 — председатель Высшей контрольной палаты Туркменистана.
05.02.2016 — 12.05.2017 — заместитель Председателя Кабинета министров Туркменистана.
12.05.2017 — 04.06.2022 — Генеральный прокурор Туркменистана.
04.06.2022 — 15.11.2024 — заместитель Председателя Кабинета министров Туркменистана.

## Награды и звания
- медаль «Watana bolan söygüsi uçin» (2006)
- медаль «Türkmenistanyn Garașsyzlygynyn 25 yyllygyna» (2016)
- медаль «Malikguly Berdimuhamedow» (2017)